# Francesco Ubaldo Maria Romanzi
Francesco Ubaldo Maria Romanzi (* Mai 1738 in Salvitelle; † 30. Oktober 1816 in Lacedonia) war ein italienischer römisch-katholischer Bischof.

## Leben
Romanzi empfing am 5. Juni 1762 die Priesterweihe. Er wurde am 31. Oktober 1797 zum Bischof von Lacedonia ernannt, dies wurde am 29. Januar 1798 bestätigt. Die Bischofsweihe spendete ihm am 2. Februar 1798 Kardinal Giuseppe Maria Doria Pamphilj; Mitkonsekratoren waren die Erzbischöfe Cesare Brancadoro, Sekretär der Kongregation Propaganda fide, und Camillo Campanelli.
Nach seinem Tod blieb die Diözese bis 1819 vakant.